# جزیره (فیلم ۲۰۰۶)
جزیره (روسی: Остров) فیلمی در ژانر بیوگرافی، درام، و جنگی است که در سال ۲۰۰۶ منتشر شد.